# Guillermo Amor
Guillermo Amor Martínez (ur. 4 grudnia 1967 w Benidormie) – hiszpański piłkarz występujący na pozycji pomocnika.

## Kariera klubowa
Hiszpan jest wychowankiem barcelońskiej La Masii.
W pierwszej drużynie Dumy Katalonii zadebiutował w spotkaniu przeciwko Espaniolowi Barcelona (2:0) we wrześniu 1988 roku. W trakcie gry dla Barcelony był częścią Dream Teamu Johana Cruyff, gdzie wraz z Pepem Guardiolą, Eusebio Sacristánem i José Marii Bakero tworzył kwartet w środku pola. W zespole z Katalonii spędził dekadę, w trakcie której rozegrał 421 spotkania – zajmuje dziesiąte miejsce w rankingu zawodników z największą liczbą gier – i zdobył łącznie siedemnaście trofeów.
Latem 1998 roku został zawodnikiem włoskiej Fiorentiny, gdzie grał przez dwa lata. Później Amor wrócił do Hiszpanii zostając graczem Villarrealu, skąd zimą 2003 roku odszedł do szkockiego Livingston, gdzie grał zaledwie pół roku, po którym zakończył karierę.

## Kariera reprezentacyjna
W pierwszej drużynie reprezentacji Hiszpanii zadebiutował w spotkaniu przeciwko Czechosłowacji (3:2) w spotkaniu eliminacyjnym do Euro 1992.
Wraz z kadrą był uczestnikiem Euro 1996 (trzy spotkania: przeciwko Bułgarii, Rumunii – zdobyty jeden gol i Anglii) oraz Mistrzostw Świata 1998 (trzy spotkania przeciwko: Nigerii, Paragwajowi i Bułgarii).
Łącznie w reprezentacji Hiszpanii rozegrał 39 spotkań i zdobył 4 gole.

## Kariera trenerska
Po zakończeniu przez cztery lata był trenerem młodzieżowych drużyn FC Barcelony. W 2007 roku został zwolniony z pełnienia tej funkcji. W lipcu 2010 roku wrócił do klubu, obejmując funkcje dyrektora sportowego drugiej drużyny FC Barcelona B.
Latem 2014 roku został dyrektorem technicznym australijskiego Adelaide United, by roku pracy zostać awansowany na pierwszego trenera zespołu. W swoim jednym sezonie pracy, zdobył z klubem dublet.
Od czerwca 2017 do czerwca 2021 roku wraz z byłym kolegą klubowym José Marii Bakero pełni funkcję dyrektora klubowej akademii FC Barcelony oraz kierownika prasowego klubu.

## Sukcesy

### Piłkarz
FC Barcelona
- La Liga: 1990/91, 1991/92, 1992/93, 1993/94, 1997/98
- Puchar Króla: 1989/90, 1996/97, 1997/98

- Superpuchar Hiszpanii: 1991, 1992, 1994, 1996
- Puchar Mistrzów: 1991/92
- Puchar Zdobywców Pucharów: 1988/89, 1996/97
- Superpuchar Europy: 1992, 1997

### Trener
Adelaide United
- A-League sezon zasadniczy: 2015/16
- A-League seria finałowa: 2016

### Indywidualne
- Trener roku A-League: 2015/16